# Коста Печанац
Костянтин «Коста» Милованович Печанац (серб. кир.: Константин «Коста» Миловановић Пећанац; 1879–1944) — сербський і югославський командир четників (воєвода), герой Балканських війн, учасник Першої та Другої світових війн, був відомий тим, що вороже ставився до Комуністичної партії Югославії скорочено КПЮ, під час Другої світової війни співпрацював з урядом Милана Недича та з німецької адміністрацією на окупованих територіях Сербії. Був страчений четниками Драголюба Михайловича.
Незадовго до вторгнення країн Осі в Югославію в квітні 1941 року югославський уряд надав Печанацу кошти та зброю для створення партизанських загонів у південній Сербії, Македонії та Косово. Він сформував загін чисельністю близько 300 чоловік, переважно в долині річки Топліца на півдні Сербії, який уникнув знищення під час вторгнення. У перші три місяці після капітуляції Печанац зібрав більше військ із сербських біженців, які тікали з Македонії та Косова. Проте його четники воювали лише з албанськими групами в регіоні і не вступали в бій з німцями. Після повстання на окупованій території на початку липня 1941 року Печанац швидко вирішив припинити опір окупантам і до кінця серпня уклав угоди з німецькими окупаційними силами та маріонетковим урядом Мілана Недіча про співпрацю з ними та боротьбу з Партизани під керівництвом комуністів. У липні 1942 року лідер четників-суперників Дража Михайлович домігся, щоб югославський уряд у вигнанні засудив Печанаца як зрадника, і його подальша співпраця з німцями зруйнувала те, що залишилося від репутації, яку він здобув під час Балканських війн і Першої світової війни.
Німці швидко зрозуміли, що четники Печанаца, чисельність яких зросла до 8000, неефективні та ненадійні, і навіть уряд Недіча не довіряв їм. Вони були повністю розпущені до березня 1943 року. Печанац був інтернований режимом Недіча на деякий час і був убитий агентами Михайловича в травні або червні 1944 року.